# Provincia di Itata
La provincia di Itata è una delle province della regione cilena di Ñuble il capoluogo è la città di Quirihue.	
La provincia è costituita da 7 comuni:
- Cobquecura
- Coelemu
- Ninhue
- Portezuelo
- Quirihue
- Ránquil
- Treguaco